# Mouzay (Indre-et-Loire)
Mouzay é uma comuna francesa na região administrativa do Centro, no departamento Indre-et-Loire. Estende-se por uma área de 24,33 km². Em 2010 a comuna tinha 488 habitantes (densidade: 20,1 hab./km²).